# 道の駅パパスランドさっつる
道の駅パパスランドさっつる（みちのえき パパスランドさっつる）は、北海道斜里郡清里町にある北海道道1115号摩周湖斜里線の道の駅である。
駅名の「パパス」はスペイン語で「ジャガイモ」の意味。
特産のジャガイモから名付けられた。

## 歴史
- 2007年（平成19年）11月1日 - 開駅。
- 2013年（平成25年）全面リニューアルオープン

## 主な施設
- 駐車場
  - 普通車：100台
  - 大型車：5台
  - 身障者用：2台
- トイレ
  - 男：大 5器（2器）、小 8器（3器）
  - 女：10器（3器）
  - 身障者用：2器（1器）

※（）内は、24時間利用可能
- 公衆電話：1台
- レストラン ※営業時間は、10:30 - 16:30（L.O 16:00）、
- パークゴルフ場
- 日帰り入浴施設「パパスランド」 営業時間は、10:00 - 21:00
- 特産物販売コーナー
- 足湯
- ドッグラン

## 休館日
- 年末年始（1月1日、2日）

## アクセス
- 北海道道1115号摩周湖斜里線

## 周辺
- 裏摩周展望台
- 神の子池
- JR 釧網本線 札弦駅